# Clément Marot
Clément Marot, född 23 november 1496, död 12 september 1544 i Turin, var en fransk poet under renässansen och hovskald hos Frans I av Frankrike. Då han konverterade till den reformerta läran fick han inte behålla denna officiella tjänst. 

## Verksamhet
Sammanlagt författade Clément Marot 65 epistlar, 80 rondos, 15 ballader, 300 epigram, 27 elegier. Han var djupt förankrad i den egna franska traditionens alla lyriska former, vilka han vidareutvecklade, och var en av de första som på ett inspirerat sätt införde tongivande italienska och klassiska diktformer. Och han var populär. En samlingsutgåva av hans verk, Les Œuvres (1538), återutgavs ett par hundra gånger bara under 1500-talet. 
Som förläggare utgav han 1526 en språkligt moderniserad Roman de la rose och 1533 François Villons dikter. Marot var för övrigt den som introducerade den klassiska, latinska elegin i Frankrike 1534. Istället för det traditionella bruket av distikon skapade han en tiostavig, parrimmad vers som bättre passade franska språket.  1538 publicerade han egna översättningar av Francesco Petrarca, däribland för första gången sex sonetter utformade för franskan. Det var en traditionell sonettform med en femjambisk vers, som något senare under samma århundrade skulle förfranskas av Plejaden med Pierre de Ronsard i spetsen och göras till en sonett med alexandrinsk vers i stället. Clément Marot överförde även den latinska Psaltaren till fransk metrisk psalm. Dessa texter översattes senare av professorn i juridik Ambrosius Lobwasser till tyska och vidare därifrån till svenska av poeten Lars Wivallius.
Clément Marot finns representerad i svenska psalmböcker från 1695 års till Den svenska psalmboken 1986 med originaltexten till psalmen 538 Till dig ur hjärtegrunden.
Någon enskild utgåva av hans övriga, mer profana verk finns inte på svenska (2014), men han är representerad med två dikter i Lennart Breitholtz serie Litteraturens klassiker, om renässansens litteratur, varav den ena i Bo Bergmans tolkning.

## Verk
- L'Adolescence clémentine (1532)
- Suite de l'adolescence clémentine (1534)
- Les Œuvres (1538)

### Psalmer
- Cinquante psaumes (1543)
- Till dig ur hjärtegrunden (1695 nr 100, 1986 nr 538) skriven 1539. Finns på Wikisource.